# Ebodina
Ebodina is een geslacht van vlinders van de familie bladrollers (Tortricidae), uit de onderfamilie Tortricinae.

## Soorten
- E. elephantodes (Meyrick, 1938)
- E. lagoana Razowski & Tuck, 2000
- E. lithoptila (Diakonoff, 1960)
- E. simplex Diakonoff, 1968
- E. sinica Liu & Bai, 1986